# 林天民
林天民（1887年—1948年），字希實，男，福建福州府閩縣人，清末民初政治人物。曾就讀日本學校。宣統二年工科進士。其父是林孝恂（光緒十五年己丑科進士），林徽因是其侄女。

## 生平
光緒三十一年十二月留學日本
宣統二年（1910年）參加遊學畢業生考試,得84分,列最優等。九月二日，內閣奉上諭：林天民著賞給工科進士。
宣統二年（1910年），與劉崇雄、陳之麟等集股創辦福州電力公司。